# World Series of Poker 2001
 (juillet 2025).
La mise en forme du texte ne suit pas les recommandations de Wikipédia : il faut le « wikifier ».
Les points d'amélioration suivants sont les cas les plus fréquents. Le détail des points à revoir est peut-être précisé sur la page de discussion.
- Les titres sont pré-formatés par le logiciel. Ils ne sont ni en capitales, ni en gras.
- Le texte ne doit pas être écrit en capitales (les noms de famille non plus), ni en gras, ni en italique, ni en « petit »…
- Le gras n'est utilisé que pour surligner le titre de l'article dans l'introduction, une seule fois.
- L'italique est rarement utilisé : mots en langue étrangère, titres d'œuvres, noms de bateaux, etc.
- Les citations ne sont pas en italique mais en corps de texte normal. Elles sont entourées par des guillemets français : « et ».
- Les listes à puces sont à éviter, des paragraphes rédigés étant largement préférés. Les tableaux sont à réserver à la présentation de données structurées (résultats, etc.).
- Les appels de note de bas de page (petits chiffres en exposant, introduits par l'outil «  Source ») sont à placer entre la fin de phrase et le point final[comme ça].
- Les liens internes (vers d'autres articles de Wikipédia) sont à choisir avec parcimonie. Créez des liens vers des articles approfondissant le sujet. Les termes génériques sans rapport avec le sujet sont à éviter, ainsi que les répétitions de liens vers un même terme.
- Les liens externes sont à placer uniquement dans une section « Liens externes », à la fin de l'article. Ces liens sont à choisir avec parcimonie suivant les règles définies. Si un lien sert de source à l'article, son insertion dans le texte est à faire par les notes de bas de page.
- La présentation des références doit suivre les conventions bibliographiques. Il est recommandé d'utiliser les modèles {{Ouvrage}}, {{Chapitre}}, {{Article}}, {{Lien web}} et/ou {{Bibliographie}}. Le mode d'édition visuel peut mettre en forme automatiquement les références.
- Insérer une infobox (cadre d'informations à droite) n'est pas obligatoire pour parachever la mise en page.

Pour une aide détaillée, merci de consulter Aide:Wikification.
Si vous pensez que ces points ont été résolus, vous pouvez retirer ce bandeau et améliorer la mise en forme d'un autre article.
Résultats des World Series of Poker 2001.

## Résultats
| Tournoi                                        | Vainqueur        | Prix     | Finaliste          |
| ---------------------------------------------- | ---------------- | -------- | ------------------ |
| $500 Casino Employee's Limit Hold'em           | Travis Jonas     | $40,200  | Jae Kim            |
| $2,000 Limit Hold'em                           | Nani Dollison    | $441,440 | John Pires         |
| $1,500 Omaha Hi-Lo Split 8 or better           | Chris Ferguson   | $164,735 | Men Nguyen         |
| $1,500 Seven-card stud                         | Adam Roberts     | $146,430 | Sal Dimicelli      |
| $2,000 No Limit Hold'em                        | Phil Hellmuth Jr | $316,550 | T. J. Cloutier     |
| $1,500 Limit Omaha                             | Eddy Scharf      | $83,810  | Michael Davis      |
| $1,500 Seven Card Stud Hi-Lo Split 8 or better | Barry Shulman    | $123,820 | Dan Heimiller      |
| $1,500 Pot Limit Omaha w/Rebuys                | Galen Kester     | $167,035 | Dave Ulliott       |
| $2,000 S.H.O.E.                                | David Pham       | $140,455 | Skip Wilson        |
| $3,000 Limit Hold'em                           | Jim Lester       | $233,490 | Alex Brenes        |
| $2,500 Seven Card Stud                         | Paul Darden      | $147,440 | Tom Franklin       |
| $2,000 Pot Limit Hold'em                       | Burt Boutin      | $193,800 | Dave Ulliott       |
| $1,500 Razz                                    | Berry Johnston   | $83,810  | Mike Wattel        |
| $2,500 Pot Limit Omaha w/Rebuys                | Scotty Nguyen    | $178,480 | Jim Lester         |
| $2,500 Seven Card Stud Hi-Lo Split 8 or better | Rich Korbin      | $159,080 | Alex Papachatzakis |
| $1,500 Ace to Five Draw Lowball                | Cliff Yamagawa   | $73,915  | David Danheiser    |
| $2,500 Omaha Hi-Lo Split 8 or better           | Bob Slezak       | $173,625 | Tony Ma            |
| $5,000 No Limit Deuce to Seven Draw w/Rebuys   | Howard Lederer   | $165,870 | Freddy Deeb        |
| $1,000 Seniors' No Limit Hold'em               | Jay Heimowitz    | $115,430 | Garry Pollak       |
| $3,000 Pot Limit Hold'em                       | Steve Zolotow    | $243,335 | Mike Magee         |
| $5,000 Seven Card Stud                         | Allen Cunningham | $201,760 | Michael Danino     |
| $3,000 No Limit Hold'em                        | Erik Seidel      | $411,300 | Johnny Chan        |
| $5,000 Omaha Hi-Lo Split 8 or better           | Scotty Nguyen    | $207,580 | Phil Hellmuth Jr   |
| $5,000 Limit Hold'em                           | Hemish Shah      | $312,340 | Tony Duong         |
| $1,000 Ladies' Limit Hold'em/Seven Card Stud   | Nani Dollison    | $41,130  | Patty Gallagher    |

## Table finale du Main Event
| Place | Nom                   | Prix       |
| ----- | --------------------- | ---------- |
| 1er   | Juan Carlos Mortensen | $1,500,000 |
| 2e    | Dewey Tomko           | $1,098,925 |
| 3e    | Stan Schrier          | $699,315   |
| 4e    | Phil Gordon           | $399,610   |
| 5e    | Phil Hellmuth Jr      | $303,705   |
| 6e    | Mike Matusow          | $239,765   |
| 7e    | Henry Nowakowski      | $179,825   |
| 8e    | Steve Riehle          | $119,885   |
| 9e    | John Inashima         | $91,190    |